# Yu Chaohong
Yu Chaohong, född 3 november 1975, är en friidrottare från Kina. Han deltog vid olympiska sommarspelen 2004.